# Bitka za Ilovajsk
Bitka za Ilovajsk se je začela 7. avgusta 2014, ko so oborožene sile Ukrajine in proukrajinske paravojaške enote začele niz poskusov povrnitve nadzora nad mestom Ilovajsk, ki je bilo pod nadzorom samooklicane Donecke ljudske republike (DLR) in ruskih oboroženih sil. Ukrajinska vojska je v mesto vstopila 18. avgusta, jih je med 24. in 26. avgustom obkolila ruska vojska, ki je ilegalno vstopila v Ukrajino. Po več dneh obkolitve je ukrajinska vojska zavrnila predlog za odprtje humanitarnega koridorja pod pogojem, da zapustijo vsa svoja oklepna vozila in strelivo, in je zjutraj 29. avgusta 2014 začela z orožjem zapuščati Ilovajsk. Ruska stran je med umikom napadla in ubila večje število ukrajinskih vojakov.
Načelnik generalštaba in vrhovni poveljnik oboroženih sil Ukrajine Viktor Muženko je 26. avgusta 2016 trdil, da je izid bitke bil posledica vstopa ruske vojske v vojno in nesposobnosti ukrajinskih poveljnikov pri načrtovanju umika.

## Dogodki

### Ozadje
Od 11. julija 2014 so bili deli Donecke oblasti obstreljevani iz Rusije. 23. julija 2014 je bil brat generala mejnih čet Mikole Litvina, general Petro Litvin, imenovan za poveljnika sektorja D. Ta je obsegal območje med mestom Doneck in rusko-ukrajinsko mejo. Ukrajinske sile so nameravale prekiniti oskrbovalne linije separatistov med Doneckom in Luganskom. Hkrati so nekatere enote skušale ponovnego vzpostaviti nadzor nad rusko-ukrajinsko mejo. Sektor naj bi nadzorovala dva bataljona 30. mehanizirane brigade, po en bataljon iz 25. in 95. zračnodesantne brigade ter 51. mehanizirane brigade, Prikarpatski bataljon (sestavljen iz prostovoljcev) in četa 28. mehanizirane brigade.
Kmalu po zavarovanju območja okoli hriba Savur-Mogila je bil 31. julija 2014 bataljon 25. zračnodesantne brigade poslan v napad na Šahtarsk. Med napadom je bataljon izgubil 26 vojakov in mimo mesta z vzhoda potoval proti severu ter izvajal napad proti vasema Petropavlivka in Orlovo-Ivanivka. Dva druga bataljona, ki sta šla mimo Toreza in Snižnega, naj bi dosegla Miusinsk. Ta dva bataljona, iz 30. in 95. brigade, sta izgubila medsebojno komunikacijo, vendar se je kasneje bataljon iz 95. brigade srečal z bataljonom 25. brigade blizu Orlovo-Ivanivke in šel proti ukrajinskim silam pri Debalcevem.
11. avgusta so ukrajinski mediji ta manever prikazali kot uspešen napad za sovražnikovim črtam; rezultati in namen pa niso bili znani. Možno je, da so dejavnosti ukrajinskih zračno-desantnih enot v bližini mesta, kjer so proruske sile pod nadzorom Rusije z ruskim sistemom sestrelile potniško letalo MH-17 sprožile uporabo rednih oboroženih sil Rusije.
Državna varnost in obramba Ukrajine je 6. avgusta sporočila, da obstaja možnost ruske vojaške invazije in da jo je ukrajinska vojska pripravljena ustaviti. 7. avgusta 2014 je vodjo proruskih milic v Donecki oblasti Aleksandra Borodaja zamenjal Aleksander Zaharčenko. Ukrajinske enote so 7. avgusta 2014 prvič poskusile vstopiti v Ilovajsk.
V naslednjih nekaj dneh so ukrajinske sile še večkrat poskušale vstopiti v mesto, a so jim hudi spopadi z separatisti preprečili napredovanje.

### Ukrajinske sile vstopijo v Ilovajsk
Ukrajinske sile so 18. avgusta podnevi neuspešno poskusile vstopiti v Ilovaisk. Pod vodstvom bataljona Donbas so poskusili ponovno v noči z 18. na 19. avgust. Ta poskus je bil uspešen in brez žrtev so dvignili ukrajinsko zastavo nad stavbo mestne uprave. Ukrajinski mediji so zmago predstavili kot primer moči in učinkovitosti vladne protiteroristične operacije (ATO) proti separatistom. Med vstopom v Ilovajsk je poveljnika batlajona Donbas, Semena Semenčenka, ranil izstrelek iz minometa.
Po dvigu zastave je ministrstvo za notranje zadeve sporočilo, da ukrajinska vojska, vključno z brigadami Donbas, Dnipro in Azov, mesto čisti teroristov, posebej pa so izpostavili tudi, da so ubili veliko število separatistov iz bataljona Oplot. Povedali so tudi, da prihajajo okrepitve ukrajinske nacionalne garde. Po dnevu bojev je bilo približno petdeset odstotkov Ilovajska pod vladnim nadzorom. Ukrajinske sile so zajele tudi šest upornikov, med njimi enega srbskega prostovoljca. Bataljona Azov in Šahtarsk sta isti dan zapustila bitko pri Ilovajsku in se odpravila okrepit enote v mestu Mariupol in Kalmiuske.
Naslednji dan, 20. avgusta, so ukrajinske sile poročale, da imajo popoln nadzor nad Ilovajskom. Uradniki DLR so to zanikali in izjavili, da imajo oni nadzor. Čez dan so se ukrajinske sile ubranile številnih protinapadov separatistov. Po mestu so potekali ulični boji, v kategih je bilo ubitih najmanj devet ukrajinskih vojakov. Po tem je bataljon Donbas zahteval okrepitve.
Po hudih bojih je ministrstvo za notranje zadeve izjavilo, da je do 21. avgusta 25 % ubitih pripadnikov paravojaških bataljonov od začetka ATO padlo v Ilovajsku. Ukrajinske sile niso dobile okrepitev. Po besedah poveljnika Semenčenka je bilo nekaj pripadnikov bataljona Donbas ubitih, ko so uporniki napadli reševalno vozilo z ukrajinsko zastavo. Semenčenko je to dejanje označil za »srednjeveško barbarstvo«. Dejal je tudi, da so bataljon Donbas »zapustili« tako ukrajinska vlada kot drugi prostovoljni paravojaški bataljoni, ki so se večinoma umaknili iz mesta.

### Obkrožitev ukrajinskih čet, obleganje Ilovajska
Preostale ukrajinske sile v Ilovajsku so 24. in 26. avgusta popolnoma obkolile milice DLR in ruska vojska, ki je prispela iz Rusije, v bojih pa so še naprej padali vojaki. Ukrajinski vojaki so 24. avgusta začeli opažati enote rednih ruskih vojaških formacij, njihova prisotnost pa se je v naslednjih dneh povečala.
24. avgusta okoli 12:15 je ukrajinski protitankovski vod 51. mehanizirane brigade v bližini naselja Kutejnikove zadel kolono oklepnikov BMD-2 ruskega 331. letalsko-desantnega regimenta. Dva oklepnika sta bila uničena. Padalci so zapustili svoja vozila in se zatekli v bližnje drevje. Nekaj ur kasneje, okrog 17:00 so zapustili zavetje in jih je pri vasi Dzerkalne zajela izvidniška skupina 51. mehanizirane brigade. Zajetih je bilo deset padalcev.
26. avgusta so ukrajinski vojaki 51. mehanizirane brigade v spopadu blizu vasi Agromonične zajeli tank T-72B3 ruske 6. tankovske brigade. Zajeti tank je bil isti dan že udeležen v spopadu pri vasi Mnogopilja, kjer je ruska kolona padla v zasedo ukrajinskega protitankovskega topniškega voda ukrajinske 51. gardne mehanizirane brigade. Ukrajinske sile so zajele dva vojaka 31. zračnodesantne jurišne brigade in enega ranjenega vojaka 8. gorske brigade.
Po navedbah DLR je bilo v mestu zajeto večje število ukrajinskih vojakov in paravojaških enot. Med boji je ukrajinski poveljnik bataljona Dnipro utrpel pretres možganov, medtem ko je poveljnik bataljona Herson padel. Zaradi prošnenj poveljnika Semenčenka so številni aktivisti Evromaidana v Kijevu protestirali proti temu, kar so razumeli kot vladno zapustitev prostovoljcev, ki se borijo proti separatistom. Topniško obstreljevanje iz vasi okoli Ilovajska je med ukrajinskimi silami povzročilo večje izgube.

### Poskus osvoboditve obkoljenih sil
Ukrajinsko poveljstvo je obkoljene sile poskusil osvoboditi iz Ilovajska. Skupina za osvoboditev je bila iz 92. mehanizirane brigade in je štela 276 vojakov, štiri tanke, tri kose samovozne artilerije in več kot 10 pehotnih bojnih vozil. Iz Harkovske oblasti so bili poslani v Ilovajsk 24. avgusta 2014, potem ko je postalo jasno, da se mu približuje ruska vojska. Enota naj bi se srečala z jurišno četo bataljona Ruh Oporu in poskusila prebiti rusko obkolitev. Ruh Oporu je imel 90 vojakov in dve pehotni bojni vozili.
Četa 92. brigade je 27. avgusta prispela v Kalmiuske in nadaljevala proti Ilovajsku. Kolona se je čez noč ustavila in kmalu zatem je bila napadena z artilerijo. Naslednje jutro so jo napadli ruski padalci. V napadu je izgubila večino vozil, a relativno malo vojakov (osmem mrtvimi in več pogrešanih). Enaka usoda je doletela Ruh Oporu, ki je bila v napadu zjutraj 28. avgusta poražena, zato se skupini nista mogli srečati.

### Umik ukrajinskih sil in pokol
Po nekaj dneh obleganja v Ilovajsku so se poveljniki ukrajinskih sil v mestu poskušali pogajati o sporazumu, ki bi jim omogočil umik iz mesta. Ruski predsednik Vladimir Putin je 29. avgusta zgodaj zjutraj dejal, da je treba vzpostaviti »humanitarni koridor za obkoljene ukrajinske vojake«, ki bi ujetim vojakom omogočil, da zapustijo mesto. Premier DLR Aleksander Zaharčenko je dejal, da se je strinjal z odprtjem humanitarnega koridorja pod pogojem, da ukrajinske sile pustijo svoja oklepna vozila in strelivo. Ukrajinsko vojaško poveljstvo teh predlogov ni sprejelo, in 29. avgusta ob 06:00 so se ukrajinske sile v koloni šestdesetih vozil začele premikati iz Ilovajska. Ob 8:00 so se ponovno zbrale pri Mnogopilji, južno od Ilovajska in se v dveh kolonah pripravile na umik. Severna kolona, ki ji je poveljeval general Ruslan Homčak, je bila sestavljena iz sil iz 17. tankovske brigade, 51. mehanizirane brigade in policijskih enot ter je imela štiri tanke, več oklepnih pehotnih vozil in približno 1000 vojakov. Južna kolona, ki jo je vodil polkovnik Oleksij Gračov, je bila ustanovljena iz 93. mehanizirane brigade in bataljona Donbas in imela dva tanka (vključno z zajetim ruskim T-72B3), nekaj oklepnih vozil in približno 600 vojakov.
Severna kolona je napredovala 10 km vzdolž koridorja, nato pa so jo obkolile ruske čete. Pri vasi Oleksandrivka sta bila v spopadu uničena dva tanka T-72BA in oklepnik ruske 21. motorizirane strelske brigade. V bližini doline Krasnaja Poljana je ruska vojska začela streljati na kolono z minometi in težkimi mitraljezi ter jo razdelila na dva dela. prva polovica kolone s tanki se je usmerila proti vasi Novokaterinivka, zadnja polovica pa je bila uničena, uničenih je bilo šest oklepnih vozil in več avtomobilov policijskih enot.
V dolini se je nahajala baterija havbic D-30 ruskega 1065. topniškega polka, v bližini katerih je bilo uničenih več njihovih tovornjakov. Prvi del kolone je z oklepniki dosegel Novokaterinivko, kjer so ukrajinski tankerji 17. tankovske brigade opazili več vkopanih tankov in oklepnih vozil. Po kratkem spopadu so bili uničeni vsi štirje ukrajinski tanki in oklepniki. Nekaterim posadkam je uspelo zapustiti vozila in 42 ukrajinskih vojakov je uspelo pobegniti iz obkolitve in doseči prijateljske položaje.
Med umikom južne kolone je približno 300 ukrajinskim vojakom in borcem bataljona Donbas uspelo zavzeti vas Červonosilske, pri čemer so izgubili več oklepnikov, potem ko so nanje streljale ruske sile. Ukrajinske enote so zasegle in uničile dva tanka T-72B3 ruske 6. tankovske brigade, ki sta bila v tej vasi. Zajeli so tudi dva vojaka te brigade in dva padalca 31. jurišne brigade. Polovica ukrajinskih vojakov je bila že ranjenih, a jim je vas uspelo zadržati do naslednjega dne. 30. avgusta je poveljnik bataljona Dnipro-2, Jurij Lisenko, poskušal stopiti v stik z ruskimi poveljniki. Sklenili so dogovor, po katerem bodo ukrajinske sile predale orožje in se pod nadzorom Rdečega križa evakuirale, ujete ruske vojake pa izpustile.
Do 31. avgusta so se skoraj vsi ukrajinski vojaki umaknili na dogovorjene položaje, Rusija in uporniki DPR pa so isti dan vstopili v Ilovajsk, ki so ga do 1. septembra popolnoma okupirali. Spopadi manjšega obsega so se nadaljevali še en dan.

## Žrtve
Eden od bežečih ukrajinskih vojakov je situacijo opisal kot klavnico. Ukrajinska vlada je dogodke označila za »masaker«. Eden od poveljnikov separatistov je povedal, da so v bližini Ilovajska zajeli 173 ukrajinskih vojakov. Rekel je, da jih bo uporabil kot delavce za obnovo uničenih mest Donbasa. Ukrajinski uradnik je povedal, da so proruske sile skupno zajele več kot 500 ukrajinskih vojakov.
Poveljniki in vojaki ukrajinskih prostovoljnih paravojaških formacij so za poraz v Ilovajsku krivili vodstvo ukrajinske vojske in se po njem počutili »izdane s strani Ukrajine«. Po besedah svetovalca ministra za notranje zadeve Arsena Avakova, je 1. septembra iz Ilovajska uspelo pobegniti 97 ukrajinskim vojakom.
Znani ujeti ruski vojaki:
- 10 vojakov 331. gardnega zračno-desantnega polka (ruski vladni uradniki kasneje priznali)[69]
- 1 vojak (voznik) 8. gardne gorske motorizirane strelske brigade[70]
- 4 vojaki 31. gardne zračno-desantne jurišne brigade[70][71]
- 2 vojaka 6. tankovske brigade[72]

Mark Paslawsky, v Ameriki rojeni prostovoljec v bataljonu Donbas, je bil ubit med bitko in postal prvi Američan, ki je bil ubit med bojevanjem v vojni v Donbasu oz. rusko-ukrajinski vojni.

### Kršitve človekovih pravic in vojni zločini
Urad visokega komisarja Združenih narodov za človekove pravice (OHCHR) je 1. avgusta 2018 izdal poročilo o bitki pri Ilovajsku, ki temelji na več kot 80 intervjujih z žrtvami in pričami ter drugih virih, vključno s fotografijami, videoposnetki, forenzičnimi poročili in kriminalnimi preiskovalni materiali. OHCHR je trdil, da so tako ukrajinske sile kot ruske milice odgovorne za resne kršitve človekovih pravic in mednarodnega humanitarnega prava, ki bi lahko nakazovale na vojne zločine.
Po podatkih OHCHR sta obe strani v spopadu Ilovajsk in okoliške vasi obstreljevali na neselektiven in nesorazmeren način, kar je povzročilo smrt najmanj 36 civilistov, ter ustrelili civiliste in vojne ujetnike, vendar ne v množičnem ali sistematičnem obsegu. OHCHR je dokumentiral uboj štirih civilistov, od katerih so dva zagrešile ukrajinske sile, in prejel obtožbe o umoru najmanj treh ukrajinskih vojnih ujetnikov.
Med 22. in 28. avgustom je bataljon Donbas uporabljal šolo št. 14 kot prostor za pridržanje, kjer je bilo vsak dan med 7 in 20 osumljenih proruskih upornikov, ki so bili podvrženih mučenju in grdemu ravnanju. OHCHR je tudi dokumentiral, da so bili člani ukrajinsikh prostovoljnih bataljonov v rokah ruskih milic med pridržanjem v centrih za pridržanje v Snižnem in Donecku, podvrženi pretepanju, lažnim usmrtitvam in grožnjam s fizičnim nasiljem.
OHCHR je obžaloval, da štiri leta po dogodkih nobena od strani ni storila vleiko za preiskavo obtožb o kršitvah človekovih pravic in zlorabah.

## Posledice
Urad ukrajinskega generalnega državnega tožilca je 4. septembra začel kazensko preiskavo neuspeha ukrajinskih enot v Ilovajsku.  Istega dne je bila ustanovljena začasna parlamentarna komisija, ki jo vodi politik Batkivščine Andrij Senčenko.
Po besedah vodje preiskovalnege komisije vrhovne rade za Ilovajsk, Andrija Senčenka, je bilo v avgustu ubitih ali pozneje podleglo ranam več kot 1000 vojakov v Ilovajsku in okolici. Članek BBC iz leta 2019, v katerem je bil intervju preživelega Romana Zinenka, navaja uradno število mrtvih v bitki za Ilovaisk 366, morda nekaj več kot 400, če vključujemo pogrešana ali neznana trupla.
Obrambni minister Valerij Geletej je bil 14. oktobra prisiljen odstopiti, deloma zaradi odgovornosti za neuspešne vojaške koordinacije med bitko.
V ruskih nacionalističnih krogih se ruske sile, ki so sodelovale v bitki, običajno imenujejo »Severni veter« (rusko Северный ветер).
Od leta 2019 Ukrajina vsako leto 29. avgusta obeležuje dan spomina na branilce Ukrajine. Ta dan je bil izbran, ker je bil 29. avgust 2014 dan največjih ukrajinskih izgub v bitki za Ilovajsk.
26. marca 2023 so poročali, da je bil ruski poveljnik polka Dmitri Lisicki, ki je poveljeval bataljonu 247. gardnega zračno-desantno jurišnega polka, odgovornega za pokol umikajočih se ukrajinskih enot, ubit v invaziji na Ukrajino. Leta 2015 je Lisicki za svoja dejanja prejel odlikovanje Heroj Rusije.